# Jenny Emilie Pettersen
Jenny Emilie Pettersen, mera känd som "Tater-Milla", född 10 juni 1886 i Trysils kommun, död 24 februari 1976 i Vålers kommun, Innlandet, var dotter till Stor-Johan och blivit en central person för förståelsen kring resandefolkets kultur i landet.
1974 utgavs boken Tater-Milla, Stor-Johans datter, skriven av Dagfinn Grønoset. Romani Folkets Landsforening (RFL), idag Taternes Landsforening (TL), har bevarat "Tater-Millas" hus i Våler i Solør och kan besökas av turister.